# Southwark (London Underground)

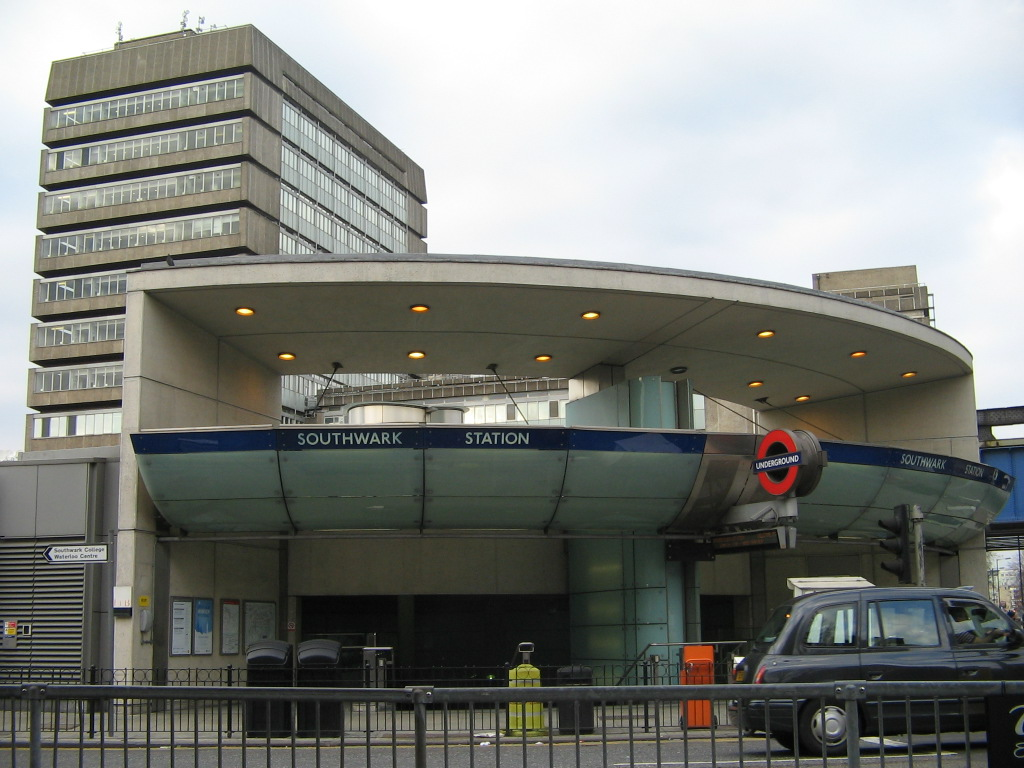
Stationsgebäude

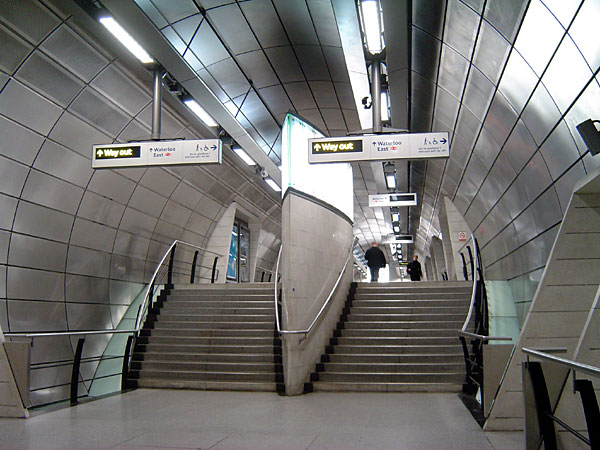
Zugang zu den Bahnsteigen

Southwark ist eine unterirdische Station der London Underground im Stadtbezirk London Borough of Southwark. Sie liegt in der Travelcard-Tarifzone 1, an der Kreuzung von Blackfriars Road und The Cut. Im Jahr 2014 nutzten 14,15 Millionen Fahrgäste diese von der Jubilee Line bediente Station. Es besteht eine direkte Verbindung zum Bahnhof Waterloo East. Sehenswürdigkeiten in der Nähe sind das Globe Theatre und das Tate Modern. Das historische Zentrum von Southwark liegt nicht hier, sondern weiter südöstlich bei der Station Borough.
Die Eröffnung der Station erfolgte am 24. September 1999. Im Gegensatz zu den meisten anderen Stationen an der östlichen Verlängerung der Jubilee Line in Richtung Docklands und Stratford war hier nicht genügend Platz vorhanden, um in großem Stil architektonische Maßstäbe zu setzen. Das vom Architekturbüro MacCormac Jamieson Prichard entworfene Eingangsgebäude ist eher flach; in Zukunft soll es zu einem Bürogebäude aufgestockt werden. Darüber hinaus musste die Station unter und um einem viktorianischen Eisenbahnviadukt gebaut werden. Dies erforderte den Bau von zwei Hallen auf verschiedenen Ebenen.
Die an der Oberfläche gelegene erste Halle bildet das Kernstück der Station. Durch das 15,95 Meter hoch gelegene Glasdach fällt Tageslicht, das auch die untere Ebene erhellt. Auf einer Seite befindet sich eine 39,9 Meter lange Glaswand, in der 660 kunstvoll geschliffene blaue Glasstücke eingelassen sind, die vom Künstler Alexander Beleschenko geschaffen wurden. Von dieser Halle aus führen röhrenartige Rolltreppenschächte hinunter zur zweiten Halle auf der Höhe der Bahnsteige. An beiden Enden der Halle befinden sich zwei „Bojen“ aus Glas und Stahl. Die Wände bestehen aus rostfreiem Stahl, die absichtlich nicht auf Hochglanz poliert wurden. Gemäß dem verantwortlichen Architekten Richard MacCormac soll das Design auf Entwürfe von Karl Friedrich Schinkel zurückgehen, einem der bedeutendsten preußischen Architekten des 19. Jahrhunderts. Wie in den im Jahr 1999 eröffneten Tunnelstationen der Jubilee Line-Verlängerung sind auch die Bahnsteige in Southwark durch Bahnsteigtüren von den Gleisen getrennt.